# 맨발로 뛰어라 (영화)
"맨발로 뛰어라"는 한국에서 제작된 이용호 감독의 1964년 영화이다. 강신성일 등이 주연으로 출연하였고 주동진 등이 제작에 참여하였다.

## 출연

### 주연
- 강신성일
- 엄앵란
- 임하

## 기타
- 조명: 방한기
- 미술: 임명선